# Discobola striata
Discobola striata är en tvåvingeart. Discobola striata ingår i släktet Discobola och familjen småharkrankar.

## Underarter
Arten delas in i följande underarter:
- D. s. striata
- D. s. chathamica